# Mynewsdesk
Mynewsdesk är ett svenskt företag som tillhandahåller en webbplats där företag kan publicera pressmeddelanden och annan digital PR. Huvudkontoret ligger i Stockholm men företaget har även kontor i Göteborg, Malmö, Köpenhamn, Oslo, München och Leipzig.
Företaget registrerades år 2002 och köptes 2008 av den norska mediegruppen NHST, som bland annat äger affärstidningarna Dagens Naeringsliv och DN.no. År 2009 bytte företaget namn från Newsdesk till Mynewsdesk och lanserade i samband med det webbplatsen mynewsdesk.com.
Tidigare ägdes bolaget till viss del av Orkla Media, då bland andra Sveriges Radios ordförande Ove Joanson, Joachim Berner och Jan Friedman satt i styrelsen.